# Малгожата Герсдорф
Малгожа̀та Ма̀рия Гѐрсдорф (на полски: Małgorzata Maria Gersdorf) е полска юристка, специалист по трудово право, професор на правните науки, преподавател във Варшавския университет, първи председател на Върховния съд и ръководител на Държавния трибунал (2014 – 2020), ръководител на Държавния съдебен съвет (2018).

## Биография
Малгожата Герсдорф е родена на 22 ноември 1952 година във Варшава. През 1975 година завършва право във Варшавския университет и още същата година започва работа в него.
През 1980 година става член на синдиката „Солидарност“. На следващата година защитава докторска дисертация на тема „Сключване на трудов договор“. В 1986 година става юрисконсулт. В периода 1991 – 2004 година работи в Бюрото за проучвания и анализи на Върховния съд (ВС). От 2005 година е юрисконсулт във ВС. На 15 юли 2008 година е назначена за съдия във ВС.
През 2003 година се хабилитира, а от 2015 година е професор на правните науки в университета. В научната си дейност има повече от двеста публикация в областта на трудовото право и социалното осигуряване.
През 2014 година е избрана за първи председател на Върховния съд.

## Научни трудове
- Spółdzielczy stosunek pracy w ustawie prawo spółdzielcze, Warszawa 1988 (съавтор)
- Umowa o pracę, umowa zlecenia, umowa o dzieło, Warszawa 1993
- Zlecenie i agencja w nowych uregulowaniach prawnych, Warszawa 1995
- Ochrona roszczeń pracowniczych w razie niewypłacalności pracodawcy. Komentarz, Warszawa 2001
- Niewypłacalność pracodawcy w prawie pracy. Fundusz Gwarantowanych Świadczeń Pracowniczych jako instytucja ochrony roszczeń pracownika, Warszawa 2002
- Komentarz do ustawy o Państwowej Inspekcji Pracy, Warszawa 2008 (съавтор)
- Zatrudnieni i zatrudniający na aktualnym rynku pracy, Warszawa 2011 (редактор и съавтор)
- Komentarz do Kodeksu Pracy, Warszawa 2011 (съавтор)
- Społeczne ubezpieczenia wypadkowe i chorobowe. Komentarz, Warszawa 2012 (редактор и съавтор).